# Larrabee
Larrabee és una població dels Estats Units a l'estat d'Iowa. Segons el cens del 2000 tenia 149 habitants.

## Demografia
Segons el cens del 2000, Larrabee tenia 149 habitants, 73 habitatges, i 42 famílies. La densitat de població era de 442,5 habitants/km².
Dels 73 habitatges en un 23,3% hi vivien nens de menys de 18 anys, en un 41,1% hi vivien parelles casades, en un 12,3% dones solteres, i en un 41,1% no eren unitats familiars. En el 38,4% dels habitatges hi vivien persones soles el 16,4% de les quals corresponia a persones de 65 anys o més que vivien soles. El nombre mitjà de persones vivint en cada habitatge era de 2,04 i el nombre mitjà de persones que vivien en cada família era de 2,56.
Per edats la població es repartia de la següent manera: un 22,1% tenia menys de 18 anys, un 6% entre 18 i 24, un 26,2% entre 25 i 44, un 26,8% de 45 a 60 i un 18,8% 65 anys o més.
L'edat mediana era de 42 anys. Per cada 100 dones de 18 o més anys hi havia 100 homes.
La renda mediana per habitatge era de 22.500 $ i la renda mediana per família de 23.438 $. Els homes tenien una renda mediana de 35.000 $ mentre que les dones 19.688 $. La renda per capita de la població era de 13.306 $. Entorn del 3,4% de les famílies i el 3,2% de la població estaven per davall del llindar de pobresa.

## Poblacions més properes
El següent diagrama mostra les poblacions més properes.